# ギャグラリー (お笑いイベント)
『ギャグラリー』は、日本のお笑いイベントである。

## 概要
2012年11月10日開催の『ユーモアフェス』内で行われた企画の「ギャグラリー」を独立させたイベントである。
基本的には、2名の芸人による対戦形式で行われる。お互いが2分の時間を持ち、交互にギャグを披露する。手番中は自分の持ち時間が消費され、ギャグが面白いと判定されると時間が止まり、相手に手番が移る。ギャグが認められなかった場合は、受けるギャグを披露するまで手番が続行する。相手の持ち時間を0としたほうが勝利となる。
また、ギャグがしりとりになっていなければならず、しりとりが成立しなかったり、ギャグが「ん」で終わったりした場合も手番続行となる。

## 主な出演者
- バッファロー吾郎A（バッファロー吾郎） - 主にジャッジを担当。
- R藤本
- 熊谷岳大（現・熊谷茶、ガリットチュウ）
- アイアム野田（鬼ヶ島）
- 高橋健一（キングオブコメディ）
- 河本準一（次長課長）
- 八木真澄（サバンナ）
- 池田一真（しずる、2024年2月18日開催の回のみKAƵMA名義）
- 亘健太郎（フルーツポンチ）
- 高佐一慈（THE GEESE）
- 尾関高文（THE GEESE）
- じろう（シソンヌ）
- 長谷川忍（シソンヌ）
- ヤナギブソン（ザ・プラン9）
- レイザーラモンRG（レイザーラモン）
- 佐藤哲夫（パンクブーブー）
- 川島邦裕（現・くっきー!、野性爆弾）
- クニ（現・高橋邦彦、アホマイルド）
- しあつ野郎
- 加藤歩（ザブングル→ピン芸人）
- ハリウッドザコシショウ
- 佐久間一行
- 庄司智春（品川庄司）
- 飯尾和樹（ずん）
- やす（ずん）
- 秋山竜次（ロバート）
- ちゅうえい（流れ星☆）
- ハブ（ハブサービス→歩子）
- ケンドーコバヤシ
- もう中学生
- お〜い!久馬（ザ・プラン9）
- 岩井ジョニ男（イワイガワ）
- 西澤裕介（現・ユースケ、ダイアン）
- 津田篤宏（ダイアン）
- TEAM近藤
- 本間徹哉（現・本間キッド、や団）
- 塚本直毅（ラブレターズ）
- 溜口佑太朗（ラブレターズ）
- サンシャイン池崎
- 篠宮暁（オジンオズボーン→ピン芸人）

## 開催履歴
| 日付           | 会場              | イベント名                                                                    | 内容 |
| -------------- | ----------------- | ----------------------------------------------------------------------------- | --- |
| 2013年4月4日   | ルミネtheよしもと | ギャグラリー ～即興ギャグしりとり決戦～                                       | ◇○R藤本vsガリットチュウ・熊谷× ◇×鬼ヶ島・アイアム野田vsキングオブコメディ・高橋○ ◇○次長課長・河本vsサバンナ・八木× |
| 2013年6月21日  | ルミネtheよしもと | ギャグラリー ～即興ギャグしりとり決戦～                                       | ◇〇ユーモア軍団vs爆笑丸坊主軍団× ◇×しずる・池田vsフルーツポンチ・亘○ ◇×THE GEESEvsシソンヌ○ ◇×ザ・プラン9・ヤナギブソンvsレイザーラモンRG○ ◇×キングオブコメディ・高橋vsパンクブーブー・佐藤○ ◇×サバンナ・八木vs野性爆弾・川島○ |
| 2013年7月28日  | 下北沢SHELTER     | ユーモア軍団VS爆笑丸坊主軍団 ギャグラリー全面対抗戦                           | ユーモア軍団と爆笑丸坊主軍団の団体戦 ◇先鋒：×フルーツポンチ・亘vsキングオブコメディ・高橋○ ◇次鋒：○R藤本&こやつタイムvsアホマイルド・クニ&しあつ野郎× ◇中堅：×ザブングル・加藤vsハリウッドザコシショウ○ ◇副将：○鬼ヶ島・アイアム野田vs野性爆弾・川島× ◇大将：○サバンナ・八木vsハブ× |
| 2013年11月29日 | ルミネtheよしもと | ギャグラリー ～即興ギャクしりとり決戦 夢のタッグトーナメント～                | ◇優勝：佐久SHOW(佐久間一行&品川庄司・庄司) ◇ラフ∞(シソンヌ) ◇シュール2(THE GEESE) ◇スキンヘッドバスターズ(しあつ野郎&アホマイルド・クニ) ◇ずん(ずん・やす) ◇排卵タフネス(しずる・池田&野性爆弾・川島) ◇デンジャラスブラッドパニック(鬼ヶ島・アイアム野田&キングオブコメディ・高橋) ◇スーパー悔しいですブラザーズZ(ハリウッドザコシショウ&ザブングル・加藤) |
| 2014年2月25日  | ルミネtheよしもと | ギャグラリー ～即興ギャグしりとり決戦～                                       | ◇佐久SHOW(佐久間一行&品川庄司・庄司)vsずん ◇ザブングル・加藤vs鬼ヶ島・アイアム野田 ◇ロバート・秋山vs流れ星・ちゅうえい ◇シソンヌvsフルーツポンチ・亘&しずる・池田 ◇R藤本vsキングオブコメディ・高橋 ◇レイザーラモンRGvsガリットチュウ・熊谷 ◇サバンナ・八木vsハブ |
| 2014年5月11日  | ルミネtheよしもと | ギャグラリー ～即興ギャグしりとり決戦～                                       | ◇ハリウッドザコシショウvsケンドーコバヤシ ◇バイきんぐ・小峠vs野性爆弾・川島 ◇ずん・飯尾vsサバンナ・八木 ◇もう中学生&佐久間一行vsキングオブコメディ・高橋&鬼ヶ島・アイアム野田 ◇ずん・やす＆ザブングル・加藤vsしあつ野郎＆アホマイルド・クニ ◇R藤本vsプランカ・阿久津大集合 |
| 2014年8月29日  | ルミネtheよしもと | ギャグラリー ～即興ギャグしりとり決戦～                                       | ◇フルーツポンチ・亘vsR藤本 ◇THE GEESE・高佐vsサバンナ・八木 ◇キングオブコメディ・高橋vsザ・プラン9・お～い！久馬 ◇AチームvsBチーム ◇やすシショウ(ずん・やす&ハリウッドザコシショウ)vs肉糞亭(野性爆弾・川島&ハブ) ◇鬼ヶ島・アイアム野田vsロバート・秋山 ◇佐久SHOWvsギャグ55号(ずん・飯尾&イワイガワ・ジョニ男) |
| 2014年11月7日  | ルミネtheよしもと | ギャグラリー9 ～即興ギャグしりとり決戦～                                      | ◇THE GEESE・高佐vsもう中学生 ◇R藤本&ザブングル・加藤vsキングオブコメディ・高橋&鬼ヶ島・アイアム野田 ◇AチームvsBチーム ◇ケンドーコバヤシvs桂三度 ◇ディナー笑(笑い飯)vsラフ∞(シソンヌ) ◇ザ・プラン9・お～い！久馬vsサバンナ・八木 ◇佐久間一行vs品川庄司・庄司 |
| 2015年1月29日  | ルミネtheよしもと | ギャグラリー10 夢のシングルトーナメント ～即興ギャグしりとり決戦～            | ◇優勝：ずん・飯尾 ◇流れ星・ちゅうえい ◇鬼ヶ島・アイアム野田 ◇品川庄司・庄司 ◇佐久間一行 ◇サバンナ・八木 ◇イワイガワ・岩井ジョニ男 ◇ケンドーコバヤシ エキシビション ◇千鳥vsバイきんぐ ◇キングオブコメディvs野性爆弾 |
| 2015年5月5日   | ルミネtheよしもと | ギャグラリー11 ～即興ギャグしりとり決戦～                                     | ◇THE GEESE・高佐vs佐久間一行 ◇ガリットチュウ・熊谷vsサバンナ・八木 ◇マッド4特別トーナメント 優勝：ハリウッドザコシショウ ◇鬼ヶ島・アイアム野田 ◇ザブングル・加藤 ◇野性爆弾・川島 ◇タッグマッチ 阪神ダイアンズ(ダイアン)vsWおじさん(ずん・やす&イワイガワ・岩井ジョニ男) ◇流れ星・ちゅうえいvsキングオブコメディ・高橋 ◇品川庄司・庄司vsずん・飯尾 |
| 2015年5月28日  | ヨシモト∞ホール   | ギャグラリー～ネオブラッド～                                                  | ◇×しずる・池田vsフルーツポンチ・亘○ ◇○R藤本vsボーイフレンド・宮川× ◇○ザ忍者vs虹の黄昏× ◇○TEAM近藤vsや団・本間× ◇○ニューヨークvs鬼越トマホーク× ◇×鬼ヶ島・アイアム野田vsハリウッドザコシショウ○ |
| 2015年8月30日  | ルミネtheよしもと | ギャグラリー12～即興ギャグしりとり決戦～                                      | ◇○THE GEESE・高佐vs流れ星・ちゅうえい× ◇タッグマッチ ○ネオギャガーズ(TEAM近藤&や団・本間)vsリーサルウェポン（ザブングル・加藤&サンシャイン池崎）× ◇○品川庄司・庄司vsサバンナ・八木× ◇○R藤本vsハリウッドザコシショウ× ◇チーム ○〈ギャ〉ハリウッドザコシショウ&ザブングル・加藤&流れ星・ちゅうえい&TEAM近藤vs〈グ〉R藤本&や団・本間&サンシャイン池崎&THE GEESE・高佐× ◇○もう中学生vs鬼ヶ島・アイアム野田× ◇タッグマッチ ×罪と罰（キングオブコメディ・高橋&キングオブコメディ・今野）vsずんズ（ずん・飯尾&ずん・やす）○ |
| 2015年11月23日 | ルミネtheよしもと | ギャグラリー13～即興ギャグしりとり決戦～                                      | ◇優勝：コサキン2015（ずん・飯尾&流れ星・ちゅうえい） ◇IQギャガーズ（サンシャイン池崎&THE GEESE・高佐） ◇オモandロイ（キングオブコメディ・高橋&鬼ヶ島・アイアム野田） ◇コサキン2015（ずん・飯尾&流れ星・ちゅうえい） ◇肉糞師弟コンビ（野性爆弾・くっきー&ハブちゃん） ◇佐久SHOW（佐久間一行&品川庄司・庄司） ◇Wおじさん（ずん・やす&イワイガワ・ジョニ男） ◇ネオブラッツ（や団・本間&TEAM近藤） ◇ハリウッド版DB（ハリウッドザコシショウ&R藤本）                                                                       |
| 2016年2月6日   | ルミネtheよしもと | ギャグラリー14～即興ギャグしりとり対決～                                      | ◇タッグマッチ ラフレターズ（ラブレターズ・塚本&ラブレターズ・溜口）vsギャグソルジャーズ（R藤本&フルーツポンチ・亘） ◇THE GEESE・高佐vsロバート・秋山 ◇ダイアン・津田vsザブングル・加藤 ◇特別マッチ ザブングル・加藤vs他7人 ◇ダイアン・西澤vsガリットチュウ・熊谷 ◇タッグマッチ テツandロイ（いけだてつや&鬼ヶ島・アイアム野田）vsひらがな坊主（ずん・やす&野性爆弾・くっきー） ◇品川庄司・庄司vsずん・飯尾 |
| 2016年6月4日   | ルミネtheよしもと | ギャグラリー15 ～即興ギャグしりとり決戦～                                     | ◇佐久間一行 ◇品川庄司・庄司 ◇三浦マイルド ◇ザブングル・加藤 ◇鬼ヶ島・アイアム野田 ◇R藤本 ◇サンシャイン池崎 ◇THE GEESE・高佐 ◇レギュラー・松本 ◇ガリットチュウ・熊谷 ◇や団・本間 |
| 2016年10月7日  | ルミネtheよしもと | ギャグラリー16 ～即興ギャグしりとり決戦～ 第二回夢のシングルトーナメント～    | ◇優勝：オジンオズボーン・篠宮 ◇流れ星・ちゅうえい ◇サバンナ・八木 ◇佐久間一行 ◇サンシャイン池崎 ◇ハリウッドザコシショウ ◇品川庄司・庄司 ◇ファミリーレストラン・しもばやし ◇R藤本 |
| 2017年1月31日  | ルミネtheよしもと | ギャグラリー17 ～即興ギャグしりとり決戦～                                     | ◇優勝：ずん・飯尾 ◇ずん・飯尾 ◇野性爆弾・くっきー ◇佐久間一行 ◇THE GEESE・高佐 ◇オジンオズボーン・篠宮 ◇しずる・池田 ◇サンシャイン池崎 ◇ハリウッドザコシショウ ◇品川庄司・庄司 ◇流れ星・ちゅうえい ◇R藤本 |
| 2017年6月11日  | ルミネtheよしもと | ギャグラリー18 ～即興ギャグしりとり決戦～                                     | ◇×や団本間vsサンシャイン池崎○ ◇○R藤本vsガリットチュウ熊谷× ◇×しずる池田vsTHE GEESE・高佐○ ◇×アイアム野田vsくっきー○ ◇×ラブレターズvsずん○ ◇○もう中学生vs佐久間一行× ◇○オジンオズボーン篠宮vs庄司智春× |
| 2017年9月21日  | ルミネtheよしもと | ギャグラリー19 ～即興ギャグしりとり決戦～ ヘビー級王座決定トーナメント        | ◇ヘビー級初代チャンピオン:ずん・飯尾 ◇もう中学生vs新宿カウボーイ・かねきよ ◇品川庄司・庄司vs野性爆弾・くっきー ◇ハリウッドザコシショウvsずん・飯尾 ◇ガリットチュウ・熊谷vsサバンナ・八木 |
| 2018年1月23日  | ルミネtheよしもと | ギャグラリー20 ～即興ギャグしりとり決戦～ ミドル級王座決定トーナメント        | ◇ミドル級初代チャンピオン:ハブサービス ◇イワイガワ・岩井ジョニ男vsハブサービス ◇佐久間一行vsTHE GEESE・高佐 ◇R藤本vs鬼ヶ島・アイアム野田 ◇サンシャイン池崎vsオジンオズボーン・篠宮 |
| 2018年6月18日  | ルミネtheよしもと | ギャグラリー21 ～即興ギャグしりとり決戦～ ミドル級タイトルマッチ              | ◇ミドル級2代目チャンピオン:流れ星・ちゅうえい ◇ハブサービス ◇流れ星・ちゅうえい ◇野性爆弾・くっきー ◇品川庄司・庄司 ◇佐久間一行 ◇イワイガワ・岩井ジョニ男 ◇オジンオズボーン・篠宮 ◇THE GEESE・高佐 ◇鬼ヶ島・アイアム野田 ◇R藤本 ◇や団・本間 |
| 2018年11月19日 | ルミネtheよしもと | ギャグラリー22～即興ギャグしりとり決戦～ヘビー級タイトルマッチ                | ◇ヘビー級初代チャンピオン:ずん・飯尾 ◇品川庄司・庄司 ◇ハリウッドザコシショウ ◇サバンナ・八木 ◇ハブサービス ◇ザブングル・加藤 ◇オジンオズボーン・篠宮 ◇ピース・又吉 ◇ザ・ギース・高佐 ◇しずる・池田 ◇や団本間・キッド |
| 2019年3月28日  | ルミネtheよしもと | ギャグラリー23～即興ギャグしりとり決戦～ミドル級タイトルマッチ                | ◇ミドル級3代目チャンピオン:○R藤本vs流れ星・ちゅうえい× ◇×や団・本間キッドvsガリットチュウ・熊谷○ ◇×オジンオズボーン・篠宮&ザ・ギース・高佐vs佐久間一行&品川庄司・庄司○ ◇○鬼ヶ島・アイアム野田vsザブングル・加藤 ◇×しずる・池田vsサンシャイン池崎○ ◇×ラブレターズvsずん○ ◇MC:しずる・村上 ◇ジャッジ:バッファロー吾郎A |
| 2019年10月15日 | ルミネtheよしもと | ギャグラリー24～即興ギャグしりとり決戦～ヘビー級&ミドル級ダブルタイトルマッチ | ◇ヘビー級初代チャンピオン:○ずん・飯尾vsもう中学生× ◇ミドル級4代目チャンピオン:○佐久間一行vsR藤本× ◇しずる・池田vs品川庄司・庄司 ◇ガリットチュウ・熊谷vs野性爆弾・くっきー! ◇鬼ヶ島・アイアム野田vsザブングル・加藤 ◇ハリウッドザコシショウ&や団・本間キッド&錦鯉・長谷川vsずん・やす&オジンオズボーン・篠宮&ザ・ギース・高佐 ◇MC:しずる・村上 ◇ジャッジ:バッファロー吾郎A |
| 2024年2月18日  | ルミネtheよしもと | ギャグラリー25～即興ギャグしりとり決戦～rebirth                               | ◇ヘビー級2代目チャンピオン:○もう中学生vsずん・飯尾× ◇◯R藤本vsザ・ギース・高佐 ◇×しずる・KAƵMAvs流れ星☆・ちゅうえい◯ ◇◯ラブレターズvsサルゴリラ× ◇◯鬼ヶ島・アイアム野田vsザブングル加藤× ◇◯ハリウッドザコシショウvsずん・やす× ◇○歩子vsオジンオズボーン篠宮暁× ◇MC:しずる・村上 ◇ジャッジ:バッファロー吾郎A |
| 2024年9月7日   | 座・高円寺2       | ギャグラリー26～即興ギャグしりとり決戦～高円寺大会                            | ◇ずん ◇野性爆弾・くっきー! ◇ハリウッドザコシショウ ◇品川庄司・庄司 ◇ザブングル加藤 ◇鬼ヶ島・アイアム野田 ◇オジンオズボーン篠宮 ◇ザ・ギース高佐 ◇しずる・KAƵMA ◇R藤本 ◇サンシャイン池崎 ◇MC:しずる・村上 ◇ジャッジ:バッファロー吾郎A |

## エピソード
- ギャグラリーなど数々の企画は『ユーモアハウス』で生まれた。
- ギャグラリーの初試合は2012年11月2日に『ユーモアハウス』でバッファロー吾郎AとR藤本で対戦が行われた。対戦結果はバッファロー吾郎Aの勝ちとなった[6]。
- 2020年3月25日にはルミネtheよしもとにて「ギャグラリー25」を開催予定だったが、新型コロナウイルス感染症の感染拡大防止に鑑みて中止となった[7]。2022年2月19日には有楽町よみうりホールにて「ギャグラリー25 -Restart-」として改めて開催予定であったが、新型コロナウイルス感染症のまん延防止等重点措置が東京都に適用された状況のため中止となった[8]。2024年2月18日にルミネtheよしもとにて「ギャグラリー25 rebirth」として約4年半ぶりにイベントが開催された[9]。